# Clémentine (rajzfilmsorozat)
A Clémentine egy 1985 és 1987 között sugárzott francia televíziós rajzfilmsorozat. A történet az 1920-as években játszódik; Clémentine Dumat, egy francia pilóta tizenéves lánya egy Malmoth nevű démonnal harcol, aki foglyul akarja ejteni a lányt. Két évadból áll (melyek mind témában, mind hangulatban gyökeresen különböznek egymástól), összesen 39 darab 22 perces epizódból.

## Készítése
A sorozat ötlete Bruno-René Huchez-től (1943–2016) származik, aki egy gyermekkora által ihletett történetet javasolt Jacqueline Joubertnek, az Antenne 2 ifjúsági műsorai igazgatójának. Huchez nyolc évesen súlyos beteg volt, és édesanyja minden este elmesélt egy általa kitalált mesét egy kislány kalandjairól, aki világkörüli útra indult. A történet megalkotásában közrejátszott Huchez anime iránti rajongása is; később ő volt az egyik felelős producere a japán anime sorozatok francia szinkronjainak.
Joubert elfogadta az ötletet, Huchez pedig Gilles Taurand és Olivier Massart segítségét kérte a forgatókönyv és a párbeszédek megírásához. A rendező René Borg volt. A 25 részes sorozatot 1985. október 2-tól adták le a francia Antenne 2 Récré A2 műsorában, és annyira sikeres volt, hogy 1987-ben egy második, 14 részes évad is készült.
VHS formátumban az 1980-as években, DVD-n 2003-ban jelent meg.

## Cselekmény
Alex Dumat francia vadászpilóta (aki a háború befejeztével kereskedelmi pilótaként dolgozik) egyedül neveli tizenéves lányát, Clémentine-t Vélizy-Villacoublayben. Repülőgépük egy Malmoth nevű démon ügyködése folytán lezuhan, és bár túlélik a balesetet, Clémentine lebénul és tolószékbe kényszerül.
Az első évadban Alex számos országba viszi Clémentine-t, hogy gyógyírt találjanak állapotára, de sehol sem járnak sikerrel. A lány azonban álmaiban különféle kalandokba keveredik, melyek az adott ország történelmével, kultúrájával vannak kapcsolatban, és általában segédkeznie kell valamilyen probléma megoldásában. A kalandok során ismét tud járni, és egy Héméra nevű tündér segíti. Malmoth, aki dühös, hogy nem sikerült megtörnie a lányt, szintén megjelenik az álmokban, vagy pedig csatlósokat küld (grouillants), hogy legyőzzék a lányt. Bár ő és a csatlósok mindig alulmaradnak, Clémentine egyre kétségbeesettebb lesz, és mind jobban meg van győződve, hogy sohasem fog meggyógyulni. Végül azonban Héméra segítségével diadalmaskodik Malmoth fölött, és visszanyeri egészségét.
A második évad egy sokkal komorabb, akciódúsabb sorozat, meyben Clémentine elkíséri apját repülős útjain. Itt is több országot járnak be, de a kalandok már nem az álomban, hanem a valóságban történnek; hasonlóképpen Malmoth és csatlósai is a valóságban jelennek meg, hogy elfogják Clémentine-t, és hogy káoszt okozzanak.

## Szereplők
Főszereplők:
- Clémentine Dumat egy lány, akit egy Malmoth nevű démon és csatlósai üldöznek, először álmaiban, majd a valóságban is, és minden alkalommal diadalmaskodik.
- Héméra egy tündér, aki segíti Clémentinet, és legelőször balesete alkalmával menti meg. Egy kék gömbben időutazásokra viszi Clémentinet, hogy megvigasztalja. A második évadban a való világban is megjelenik, hogy segítse a lányt.
- Hélice egy cica, akit Clémentine ment meg a sorozat elején, és magához veszi. Az álmokban tud beszélni és repülni, és segíti a főhőst.
- Malmoth általában lángoszlop alakjában megjelenő démon, bár más természeti jelenségek formáját is fel tudja venni (felhő, vihar, szikla). Általában csatlósait (les grouillants) küldi Clémentine elfogására, akiket aztán kudarcuk után elpusztít. A sorozatban nincs megmagyarázva, hogy miért akarja elfogni Clémentinet, és miért éppen őt.

Mellékszereplők:
- Alex Dumat a francia repülés úttörője, aki az első világháborúban vadászpilótaként harcolt. Balesetük után ellenszert keres Clémentine bénulására, és számos országba viszi el. A második évadban kereskedelmi pilótaként dolgozik. Nincs tudomása arról, hogy Malmoth vadászik a lányára.
- Petit Boy Clémentine öccse, aki lelki támogatást nyújt nővérének.
- Gontrand, Starlett, Ginette állatok, akik kisebb szerepeket kapnak az epizódokban.

## Fogadtatása
A kritikusok szerint a Clémentine „egy gyönyörű alkotás, amely a főhős erejének és kedvességének köszönhetően elcsábította a közönséget”. A sorozat gazdag szimbólumokban és kulturális utalásokban; a nézők felfedezik a különböző országok történelmét, népeit és szokásait, illetve (a második évadban) megismerik a repülés nagy úttörőit (Jean Mermoz, Charles Lindbergh, Dieudonné Costes, Maurice Bellonte, Alan Cobham, Alberto Santos-Dumont stb). Ugyanakkor szinte mindenki kiemeli a sorozat baljóslatú, traumatizáló hangulatát is: Clémentine mozgássérült, egy démon üldözi, és számos szenvedést él át mind fizikailag, mind lelkileg a történet során. Azonban a rajzfilm a szomorú eseményeket (betegség, szerettek elvesztése) intelligens módon, szentimentalizmus vagy prűdség nélkül közelíti meg, és ez a sorozat egyik erőssége.

## Adaptációk
2006-ban Stare Yıldırım török rendező és forgatókönyvíró egy élőszereplős adaptációt tervezett, és megszerezte Huchez beleegyezését. A török–amerikai koprodukció tervezett költségvetése 15 millió dollár volt, és olyan színészeket vonultatott volna fel, mint Vanessa Paradis és Johnny Depp. A film produkciója azonban megakadt, állapota ismeretlen.